# Heteropoda subtilis
Heteropoda subtilis là một loài nhện trong họ Sparassidae.
Loài này thuộc chi Heteropoda. Heteropoda subtilis được Ferdinand Karsch miêu tả năm 1891.